# Ломбај (Удине)
Ломбај је насеље у Италији у округу Удине, региону Фурланија-Јулијска крајина.
Према процени из 2011. у насељу је живело 30 становника. Насеље се налази на надморској висини од 577 м.